# Lodderia eumorpha
Lodderia eumorpha là một loài ốc biển nhỏ, là động vật thân mềm chân bụng sống ở biển trong họ Liotiidae.

## Phụ loài
There is also a subspecies:
- Lodderia eumorpha cookiana